# Łysakowo (Nidzica)
Łysakowo (deutsch Lissaken, 1938 bis 1945 Talhöfen) ist ein Dorf in der polnischen Woiwodschaft Ermland-Masuren. Es gehört zur Gmina Nidzica (Stadt- und Landgemeinde Neidenburg) im Powiat Nidzicki (Kreis Neidenburg).

## Geographische Lage
Łysakowo liegt im Südwesten der Woiwodschaft Ermland-Masuren, sieben Kilometer westlich der Kreisstadt Nidzica (deutsch Neidenburg).

## Geschichte
Das ursprünglich Lyßaken, nach 1785 Lyssaken und nach 1820 Lissaken geschriebene Dorf wurde 1358 erstmals erwähnt. 1874 kam es zum neu errichteten Amtsbezirk Groß Schläfken (polnisch Sławka Wielka) im ostpreußischen Kreis Neidenburg.
Mit dem Wohnplatz Albinshof (polnisch Łączki, nicht mehr existent) zählte Lissaken 335 Einwohner im Jahre 1910, 419 waren es bereits im Jahre 1933.
Aufgrund der Bestimmungen des Versailler Vertrags stimmte die Bevölkerung in den Volksabstimmungen in Ost- und Westpreußen am 11. Juli 1920 über die weitere staatliche Zugehörigkeit zu Ostpreußen (und damit zu Deutschland) oder den Anschluss an Polen ab. In Lissaken stimmten 203 Einwohner für den Verbleib bei Ostpreußen, auf Polen entfiel eine Stimme.
Am 3. Juni – amtlich bestätigt am 16. Juli – 1938 wurde Lissaken aus politisch-ideologischen Gründen der Abwehr fremdländisch klingender Ortsnamen in „Talhöfen“ umbenannt. Die Einwohnerzahl belief sich 1939 auf 417.
Mit dem gesamten südlichen Ostpreußen wurde Talhöfen 1945 in Kriegsfolge an Polen überstellt. Das Dorf erhielt die polnische Namensform „Łysakowo“ und ist heute als Sitz eines Schulzenamts (polnisch Sołectwo) eine Ortschaft im Verbund der Gmina Nidzica (Stadt- und Landgemeinde Neidenburg) im Powiat Nidzicki (Kreis Neidenburg), bis 1998 der Woiwodschaft Olsztyn, seither der Woiwodschaft Ermland-Masuren zugehörig. Im Jahre 2011 zählte Łysakowo 223 Einwohner.

## Kirche
Bis 1945 war Lissaken resp. Talhöfen in die evangelische Kirche Groß Schläfken (polnisch Sławka Wielka) in der Kirchenprovinz Ostpreußen der Kirche der Altpreußischen Union sowie in die römisch-katholische Kirche Neidenburg im damaligen Bistum Ermland eingepfarrt.
Heute gehört Łysakowo katholischerseits zur Pfarrei im benachbarten Rozdroże (Karlshöhe) im Dekanat Kozłowo des jetzigen Erzbistums Ermland, evangelischerseits zur Heilig-Kreuz-Kirche Nidzica in der Diözese Masuren der Evangelisch-Augsburgischen Kirche in Polen.

## Verkehr
Łysakowo liegt an der Woiwodschaftsstraße 538, die auf einer Strecke von 119 Kilometern die Woiwodschaft Kujawien-Pommern mit dem Südwesten der  Woiwodschaft Ermland-Masuren verbindet. Ein Anschluss an den Bahnverkehr besteht nicht.